# Cap Canaveral
Ne doit pas être confondu avec Base de lancement de Cap Canaveral ou Cape Canaveral.
Le cap Canaveral, en anglais Cape Canaveral, de l'espagnol Cabo Cañaveral (prononcer [ˈka.βo ka.ɲa.βe.ˈral]), littéralement en français « cap de la Roselière » (nom attribué par les navigateurs espagnols au XVIe siècle en raison de la présence de champs de roseaux dans les environs), appelé cap Kennedy de 1963 à 1973, est un cap des États-Unis situé sur un cordon littoral de la côte est de la Floride, dans le comté de Brevard, et s'avançant dans l'océan Atlantique.
Il fait partie d'une région connue sous le nom de « Space Coast » (« Côte de l'espace »), en raison de l'implantation de la base de lancement de Cap Canaveral, qui occupe les terrains attenant au cap, et du centre spatial Kennedy, qui se trouve sur Merritt Island dont le cordon littoral est séparé par la lagune de Banana River. Ces deux sites accueillent les infrastructures d'où sont lancées depuis le début de l'ère spatiale la majorité des lanceurs américains. Construits à l'initiative du programme spatial Kennedy au début de la « course à l'espace » livrée à l'URSS durant la guerre froide, ces deux sites ont ainsi servi de base de lancement (à ne pas confondre avec le centre de contrôle des missions qui se trouve à Houston, Texas) à tous les programmes spatiaux américains, de Mercury aux programmes contemporains.
Le terme de « cap Canaveral » est devenu une métonymie qui désigne le site de lancement de véhicules spatiaux.

## Histoire

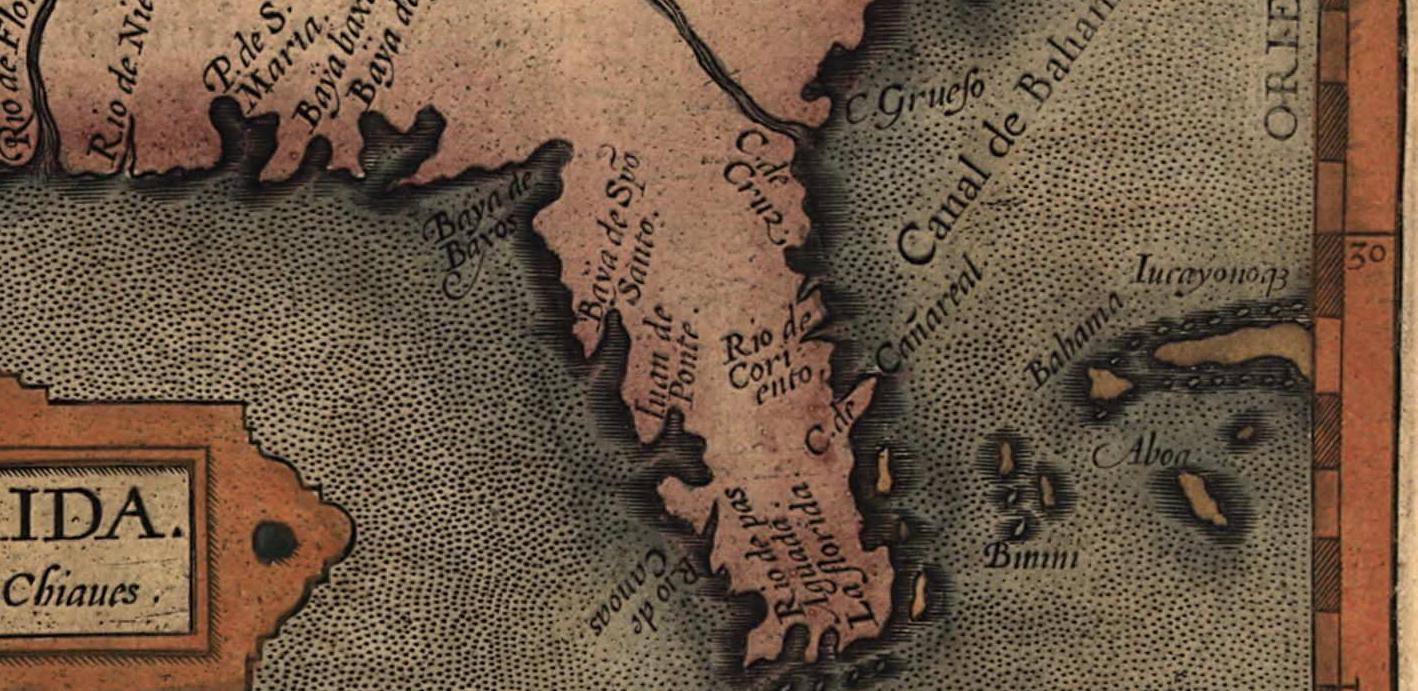
Extrait d'une carte de l'édition de 1584 du Theatrum Orbis Terrarum, Additamentum III, d'Abraham Ortelius, où figure le toponyme C. de Cañareal.

Les humains ont occupé la région depuis au moins 12 000 ans.
Pendant la période archaïque moyenne, de 5000 à 2000 av. J.-C., la culture du Mount Taylor (en) s'étendait sur le Nord-Est de la Floride, incluant la région du Cap Canaveral. À la fin de la période archaïque, de 2000 à 500 av. J.-C., la culture du Mount Taylor fit place à la culture Orange (en), qui a été l'une des premières en Amérique du Nord à produire de la poterie. À la culture Orange succéda la culture St. Johns (en), de 500 av. J.-C. jusqu'aux premiers contacts avec l'Europe.
Pendant la première période coloniale espagnole, la zone de l'Indian River, au sud de Cap Canaveral, était occupée par les Ais, alors que la région du Mosquito Lagoon, au nord du cap, était occupée par les Surruque, alliés aux Ais.
Au début du XVIe siècle, Cap Canaveral apparaissait sur les cartes, sans toutefois qu'un nom lui fût donné. Dans la première moitié du XVIe siècle, les explorateurs espagnols l'appelèrent "Cabo Cañaveral", "cañaveral" signifiant en espagnol "roselière". À partir de 1564 au plus tard, le nom commença à figurer sur les cartes. Cette pointe de terre s’avançant dans l’océan Atlantique, assaillie de vifs courants, a vu échouer nombre de marins naufragés. On lui a aussi, au début, donné le nom de "cap des Courants".
En décembre 1571, Pedro Menéndez échoua sur la côte de Cap Canaveral et rencontra des Indiens Ais. De 1605 à 1606, le gouverneur espagnol de Floride Pedro de Ibarra (en) envoya Álvaro Mexía (en) en mission diplomatique dans la nation des Indiens Ais. La mission aboutit, des liens diplomatiques furent établis et un accord fut conclu avec les Ais, leur assurant des rançons pour tous les marins naufragés recueillis et restitués.
Le premier phare de Cap Canaveral fut achevé en janvier 1848 pour avertir les navires de la présence de bancs de corail au large des côtes.

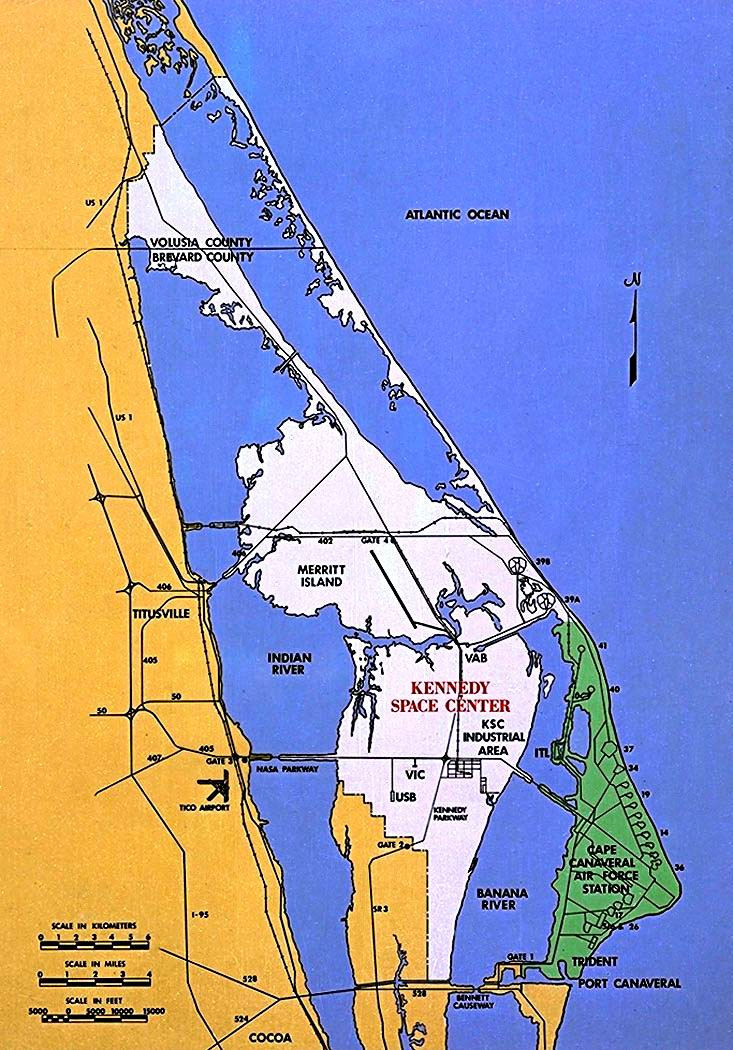
Base de lancement de Cap Canaveral, en vert, occupe la zone nord du Cap Canaveral ; le Centre spatial Kennedy, en blanc, occupe le Nord de l’île de Merritt Island.

L'ouragan d'août 1885 dévasta Cap Canaveral et les zones adjacentes. Les vagues de l'océan envahirent les terres des fermiers qui s'y étaient installés. La plage se trouvant au pied du phare fut sérieusement érodée et celui-ci fut reconstruit à 1,6 km plus à l'ouest, à l'intérieur des terres.
Au début du XXe siècle, plusieurs communautés virent le jour à Cap Canaveral, portant des noms comme Canaveral, Canaveral Harbor, Artesia et De Soto Beach. Alors que la contrée se consacrait essentiellement à l'agriculture, à l'élevage et à la pêche, certains visionnaires crurent y distinguer un potentiel de station balnéaire. Cependant, le krach de 1929 anéantit leurs ambitions.
La construction de Port Canaveral à des fins militaires et commerciales fut entamée en juillet 1950 et achevée le 4 novembre 1953. C'est maintenant le port en eau profonde le plus important de la Floride centrale.